# Museo d'arte contemporanea italiana in America
Il Museo d'arte contemporanea italiana in America (MACIA) si trova a San José in Costa Rica, presso la cancelleria dell'ambasciata d'Italia.

## Storia
Nacque nel 2004 a seguito del progetto pensato nel 2002, in occasione della mostra allestita per le celebrazioni del Cinquecentenario del quarto viaggio di Cristoforo Colombo, grazie alla collaborazione tra lo storico dell'arte Gregorio Rossi e l'ambasciatore Gioacchino Carlo Trizzino.
L'ambasciata d'Italia a San José ospita da allora la prima parte di opere, che costituiscono una collezione permanente del museo.
I locali della Cancelleria dell'Ambasciata vennero appositamente restaurati per ospitare il museo; l'arricchimento del nucleo iniziale della collezione è divenuto così ingente da far prevedere l'apertura di una seconda sede.
Da quando è stato costituito il MACIA ha partecipato a vario titolo (patrocinato, finanziato e pubblicato interamente) alla realizzazione di una trentina di volumi d'arte, tra cui alcuni cataloghi relativi alla presenza del museo alla Esposizione Internazionale d'Arte di Venezia. Dalla 51ª Biennale d'Arte in poi, il museo ha, infatti, collaborato alla realizzazione del padiglione Nazionale della Costa Rica e I.I.L.A. Istituto Italo-Latino Americano e contestualmente pubblicato libri e cataloghi inerenti all'evento artistico internazionale. Nel 2009, ovvero alla 53ª edizione dell'Esposizione internazionale d'arte di Venezia, il Museo d'arte contemporanea italiana in America aveva uno spazio proprio nel padiglione "Natura e sogni", situato presso la facoltà di economia dell'università Ca' Foscari.
In quell'occasione, oltre al catalogo generale del padiglione "Natura e sogni", fu stampata per l'editore Umberto Allemandi & C. una pubblicazione relativa alla presentazione del "Manifesto dell'Arte Neorupestre" di Andrea Benetti.

## Collezione
Gli artisti presenti con le loro opere nella Collezione Permanente del Museo d'arte contemporanea italiana in America sono:
Raffaele De Rosa, Francesco D'Alconzo, Giuseppe Calonaci, Alessandro Ostini, Maria Laura Bonamici Pallini, Massimo Pivetti, Andrea Benetti, Rossana Parenti, Manlio Allegri, Daniele Bongiovanni, Luisa Borin, Luca Zampetti, Franco Battiato, Lorella Ciampelli, Giuseppe Carta, Giancarlo Montuschi, Francesco Mariani, Federico Tanzi, Anna Ramenghi, Dario Binetti ed altri.